# Eulophia spectabilis
Eulophia spectabilis är en orkidéart som först beskrevs av August Wilhelm Dennstedt, och fick sitt nu gällande namn av Suresh. Eulophia spectabilis ingår i släktet Eulophia och familjen orkidéer. Inga underarter finns listade i Catalogue of Life.